# Sympterygia
Sympterygia es un género de peces de la familia Arhynchobatidae.

## Distribución geográfica
Se encuentran en el océano Atlántico Suroccidental y el Pacífico Sur oriental, en las costas de Sudamérica.

## Especies
- Sympterygia acuta (Garman, 1877)
- Sympterygia bonapartii (Müller & Henle, 1841)
- Sympterygia brevicaudata (Cope, 1877)
- Sympterygia lima (Poeppig, 1835)[2]